# Lista över spel till Playstation 3
Det här är en lista över spel till Sonys spelkonsol Playstation 3, som lanserades den 11 november 2006 i Japan, den 17 november i USA och den 23 mars 2007 i Europa och Australien.
Listan förmodas nämna PS3-spel och visa spelens utvecklare, dess releasedatum i USA, Japan och Europa samt huruvida spelen är exklusiva till konsol.

## Listan
| Speltitel                                                 | Utvecklare                                                             | Första utgivningsdatum       | Exklusivt till konsol |
| --------------------------------------------------------- | ---------------------------------------------------------------------- | ---------------------------- | --------------------- |
| &: Sora no Mukō de Saki Masuyō ni                         | Akatsuki Works                                                         | 26 december 2013             |                       |
| .hack//Versus                                             | CyberConnect2                                                          | 28 juni 2012                 | Ja                    |
| 007 Legends                                               | Eurocom                                                                | 16 oktober 2012              | Nej                   |
| 2010 FIFA World Cup South Africa                          | EA Canada                                                              | 27 april 2010                | Nej                   |
| 2014 FIFA World Cup Brazil                                | EA Canada                                                              | 17 april 2014                | Nej                   |
| 2nd Super Robot Wars Original Generation                  | Banpresto                                                              | 29 november 2012             | Ja                    |
| 3D Dot Game Heroes                                        | Silicon Studio                                                         | 5 november 2009              | Ja                    |
| 428: In a Blockaded Shibuya                               | Chunsoft                                                               | 3 september 2009             | Nej                   |
| 50 Cent: Blood on the Sand                                | Swordfish Studios                                                      | 20 februari 2009             | Nej                   |
| Absolute Supercars                                        | Eutechnyx                                                              | (Endast nedladdning)         | Ja                    |
| AC/DC Live: Rock Band Track Pack                          | Harmonix Music Systems                                                 | 18 november 2008             | Nej                   |
| Ace Combat: Assault Horizon                               | Namco                                                                  | 13 oktober 2011              | Nej                   |
| Adidas miCoach                                            | Lightning Fish                                                         | 13 juli 2012                 | Nej                   |
| The Adventures of Tintin: The Secret of the Unicorn       | Ubisoft Montpellier                                                    | 21 oktober 2011              | Nej                   |
| Adventure Time: Explore the Dungeon Because I Don't Know! | WayForward Technologies                                                | 15 november 2013             | Nej                   |
| AFL Live                                                  | Big Ant Studios                                                        | 21 april 2011 (AUS only)     | Nej                   |
| AFL Live 2                                                | Big Ant Studios                                                        | 12 september 2013 (AUS only) | Nej                   |
| Afrika                                                    | Rhino Studios                                                          | 28 augusti 2008              | Ja                    |
| Afro Samurai                                              | Namco Bandai                                                           | 27 januari 2009              | Nej                   |
| After Hours Athletes                                      | XDev                                                                   | 18 november 2011             | Ja                    |
| Agent                                                     | Rockstar North                                                         | Ej utgiven                   | Ja                    |
| Air Conflicts: Pacific Carriers                           | Games Farm                                                             | 7 december 2012              | Nej                   |
| Air Conflicts: Secret Wars                                | Games Farm                                                             | 8 juli 2011                  | Nej                   |
| Air Conflicts: Vietnam                                    | Games Farm                                                             | 12 september 2013            | Nej                   |
| Akatsuki no Goei Trinity                                  | M2                                                                     | 20 september 2012            | Ja                    |
| AKB1/149 Ren'ai Sōsenkyo                                  | Namco Bandai Games                                                     | 12 september 2013            | Ja                    |
| Akiba's Trip 2                                            | Acquire                                                                | 7 november 2013              | Ja                    |
| Alice: Madness Returns                                    | Spicy Horse                                                            | 14 juni 2011                 | Nej                   |
| Aliens: Colonial Marines                                  | Gearbox Software                                                       | 12 februari 2013             | Nej                   |
| Aliens vs. Predator                                       | Gearbox Software                                                       | 16 februari 2010             | Nej                   |
| All-Pro Football 2K8                                      | Visual Concepts                                                        | 16 juli 2007                 | Nej                   |
| Alone in the Dark: Inferno                                | Eden Studios                                                           | 18 november 2008             | Nej                   |
| Alpha Protocol                                            | Obsidian Entertainment                                                 | 28 maj 2010                  | Nej                   |
| The Amazing Spider-Man                                    | Beenox                                                                 | 26 juni 2012                 | Nej                   |
| The Amazing Spider-Man 2                                  | Beenox                                                                 | Ej utgiven                   | Nej                   |
| Anarchy Reigns                                            | Platinum Games                                                         | 5 juli 2012                  | Nej                   |
| Angel Love Online                                         | UserJoy Technology                                                     | 7 juli 2011                  |                       |
| Angel Senki                                               | UserJoy Technology                                                     | 7 juli 2011                  |                       |
| Another Century's Episode: R                              | From Software                                                          | 19 augusti 2010              | Ja                    |
| Angry Birds Star Wars                                     | Rovio Entertainment                                                    | 29 oktober 2013              | Nej                   |
| Angry Birds Trilogy                                       | Rovio Entertainment                                                    | 25 september 2013            | Nej                   |
| Apache: Air Assault                                       | Gaijin Entertainment                                                   | 16 november 2011             | Nej                   |
| Ape Escape                                                | SCE Japan Studio                                                       | 9 december 2010              | Ja                    |
| Aquanaut's Holiday: Hidden Memories                       | Irem                                                                   | 25 september 2008            | Ja                    |
| Aquapazza: Aquaplus Dream Match                           | Examu                                                                  | 30 augusti 2012              |                       |
| Ar nosurge                                                | Gust Co. Ltd.                                                          | 30 januari 2014              | Ja                    |
| Arcadias no Ikusaime                                      | Nippon Ichi Software                                                   | 26 september 2013            | Ja                    |
| Arcana Heart 3                                            | Examu                                                                  | 13 januari 2011              | Nej                   |
| Arcana Heart 3: Love Max!!!!!                             | Examu                                                                  | 2014                         |                       |
| Arcania: The Complete Tale                                | Black Forest Games                                                     | 15 juli 2013                 | Nej                   |
| Ar tonelico Qoga: Knell of Ar Ciel                        | Gust Corporation                                                       | 28 januari 2010              | Ja                    |
| Armored Core 4                                            | From Software                                                          | 21 december 2006             | Nej                   |
| Armored Core: For Answer                                  | From Software                                                          | 19 mars 2008                 | Nej                   |
| Armored Core V                                            | From Software                                                          | 26 januari 2012              | Nej                   |
| Armored Core: Verdict Day                                 | From Software                                                          | 26 september 2013            | Nej                   |
| Army of Two                                               | EA Montreal                                                            | 4 mars 2008                  | Nej                   |
| Army of Two: The 40th Day                                 | EA Montreal                                                            | 12 januari 2010              | Nej                   |
| Army of Two: The Devil's Cartel                           | Visceral Montreal                                                      | 28 mars 2013                 | Nej                   |
| Arthur and the Revenge of Maltazard                       | Ubisoft                                                                | 24 september 2010            | Nej                   |
| Ashes Cricket 2009                                        | Transmission Games                                                     | 6 augusti 2009               | Nej                   |
| Assassin's Creed                                          | Ubisoft Montreal                                                       | 14 november 2007             | Nej                   |
| Assassin's Creed II                                       | Ubisoft Montreal                                                       | 17 november 2009             | Nej                   |
| Assassin's Creed III                                      | Ubisoft Montreal                                                       | 30 oktober 2012              | Nej                   |
| Assassin's Creed IV: Black Flag                           | Ubisoft Montreal                                                       | 29 oktober 2013              | Nej                   |
| Assassin's Creed: Brotherhood                             | Ubisoft Montreal                                                       | 16 november 2010             | Nej                   |
| Assassin's Creed: Revelations                             | Ubisoft Montreal                                                       | 15 november 2011             | Nej                   |
| Asura's Wrath                                             | CyberConnect2                                                          | 23 februari 2012             | Nej                   |
| Atelier Rorona: Alchemist of Arland                       | Gust Corporation                                                       | 25 juni 2009                 | Ja                    |
| Atelier Totori: The Adventurer of Arland                  | Gust Corporation                                                       | 24 juni 2010                 | Ja                    |
| Atelier Meruru: The Apprentice of Arland                  | Gust Corporation                                                       | 23 juni 2011                 | Ja                    |
| Atelier Ayesha: The Alchemist of Dusk                     | Gust Corporation                                                       | 28 juni 2012                 | Ja                    |
| Atelier Escha & Logy: Alchemists of the Dusk Sky          | Gust Corporation                                                       | 27 juni 2013                 | Ja                    |
| Avatar: The Game                                          | Ubisoft Montreal                                                       | Ej utgiven                   | Nej                   |
| Back to the Future: The Game                              | Telltale Games                                                         | 25 oktober 2011              | Nej                   |
| Backbreaker                                               | NaturalMotion                                                          | 1 juni 2010                  | Nej                   |
| Baja: Edge of Control                                     | 2XL Games                                                              | 22 september 2008            | Nej                   |
| Bakugan Battle Brawlers                                   | Now Production                                                         | 20 oktober 2009              | Nej                   |
| Bakugan: Defenders of the Core                            | Now Production                                                         | 26 oktober 2010              | Nej                   |
| BandFuse: Rock Legends                                    | Realta Entertainment Group                                             | 19 december 2013             | Nej                   |
| Band Hero                                                 | Neversoft                                                              | 3 november 2009              | Nej                   |
| Batman: Arkham Asylum                                     | Rocksteady Studios                                                     | 25 augusti 2009              | Nej                   |
| Batman: Arkham City                                       | Rocksteady Studios                                                     | 18 oktober 2011              | Nej                   |
| Batman: Arkham Origins                                    | Warner Bros. Games Montréal                                            | 25 oktober 2013              | Nej                   |
| Battle Fantasia                                           | Arc System Works                                                       | 29 maj 2008                  | Nej                   |
| Battle vs. Chess                                          | Targem Games / Zuxxez Entertainment                                    | 11 maj 2011                  | Nej                   |
| Battlefield 3                                             | EA Digital Illusions CE                                                | 25 oktober 2011              | Nej                   |
| Battlefield 4                                             | EA Digital Illusions CE                                                | 31 oktober 2013              | Nej                   |
| Battlefield: Bad Company                                  | EA Digital Illusions CE                                                | 23 juni 2008                 | Nej                   |
| Battlefield: Bad Company 2                                | EA Digital Illusions CE                                                | 2 mars 2010                  | Nej                   |
| Battleship                                                | Double Helix Games                                                     | 20 april 2012                | Nej                   |
| Bayonetta                                                 | Platinum Games                                                         | 29 oktober 2009              | Nej                   |
| Beat Sketcher                                             | SCE Japan Studio                                                       | 21 oktober 2010              | Ja                    |
| The Beatles: Rock Band                                    | Harmonix Music Systems                                                 | 9 september 2009             | Nej                   |
| Beijing 2008                                              | Eurocom                                                                | 27 juni 2008                 | Nej                   |
| Beowulf: The Game                                         | Ubisoft Shanghai                                                       | 13 november 2007             | Nej                   |
| Beyond: Two Souls                                         | Quantic Dream                                                          | 8 oktober 2013               | Ja                    |
| Bionic Commando                                           | Grin                                                                   | 19 maj 2009                  | Nej                   |
| Binary Domain                                             | Sega Japan                                                             | 16 februari 2012             | Nej                   |
| BioShock                                                  | Irrational Games / 2K Marin                                            | 17 oktober 2008              | Nej                   |
| BioShock 2                                                | 2K Marin / Digital Extremes / 2K Australia / 2K China / Arkane Studios | 9 februari 2010              | Nej                   |
| BioShock Infinite                                         | Irrational Games                                                       | 26 mars 2013                 | Nej                   |
| Birds of Steel                                            | Gaijin Entertainment                                                   | 15 mars 2012                 | Nej                   |
| BlackSite: Area 51                                        | Midway Studios Austin                                                  | 10 december 2007             | Nej                   |
| Blades of Time                                            | Gaijin Entertainment                                                   | 8 mars 2012                  | Nej                   |
| Bladestorm: The Hundred Years' War                        | Omega Force                                                            | 30 augusti 2007              | Nej                   |
| BlazBlue: Calamity Trigger                                | Arc System Works                                                       | 25 juni 2009                 | Nej                   |
| BlazBlue: Continuum Shift                                 | Arc System Works                                                       | 1 juli 2010                  | Nej                   |
| BlazBlue: Chronophantasma                                 | Arc System Works                                                       | 21 november 2013             |                       |
| Blazing Angels: Squadrons of WWII                         | Ubisoft Romania                                                        | 12 december 2006             | Nej                   |
| Blazing Angels 2: Secret Missions of WWII                 | Ubisoft Romania                                                        | 6 november 2007              | Nej                   |
| Bleach: Soul Resurrección                                 | SCE Japan Studio                                                       | 23 juni 2011                 | Ja                    |
| Blitz: The League II                                      | Midway Games                                                           | 13 oktober 2008              | Nej                   |
| Blur                                                      | Bizarre Creations                                                      | 25 maj 2010                  | Nej                   |
| Bodycount                                                 | Codemasters Studios Guildford                                          | 30 augusti 2011              | Nej                   |
| Bolt                                                      | Avalanche Software                                                     | 18 november 2008             | Nej                   |
| Borderlands                                               | Gearbox Software                                                       | 20 oktober 2009              | Nej                   |
| Borderlands 2                                             | Gearbox Software                                                       | 18 september 2012            | Nej                   |
| Brain Challenge                                           | Gameloft                                                               | 5 december 2008              | Nej                   |
| Brink                                                     | Splash Damage                                                          | 10 maj 2011                  | Nej                   |
| Brothers in Arms: Furious 4                               | Gearbox Software                                                       | Ej utgiven                   | Nej                   |
| Brothers in Arms: Hell's Highway                          | Gearbox Software                                                       | 23 september 2008            | Nej                   |
| Brütal Legend                                             | Double Fine Productions                                                | 13 oktober 2009              | Nej                   |
| Bulletstorm                                               | People Can Fly                                                         | 24 februari 2011             | Nej                   |
| Burnout Paradise                                          | Criterion Games                                                        | 22 januari 2008              | Nej                   |
| Buzz!: Brain of the World                                 | Relentless Software                                                    | 26 mars 2009                 | Ja                    |
| Buzz!: Quiz TV                                            | Relentless Software                                                    | 4 juli 2008                  | Ja                    |
| Buzz!: Quiz World                                         | Relentless Software                                                    | 30 oktober 2009              | Ja                    |
| Cabela's Big Game Hunter 2010                             | Cauldron HQ                                                            | 29 september 2009            | Nej                   |
| Cabela's Dangerous Hunts 2009                             | Sand Grain Studios                                                     | 12 mars 2008                 | Nej                   |
| Cabela's Outdoor Adventures                               | Activision                                                             | 8 september 2009             | Nej                   |
| Call of Duty 3                                            | Treyarch                                                               | 17 november 2006             | Nej                   |
| Call of Duty 4: Modern Warfare                            | Infinity Ward                                                          | 2 november 2007              | Nej                   |
| Call of Duty: Modern Warfare 2                            | Infinity Ward                                                          | 10 november 2009             | Nej                   |
| Call of Duty: Modern Warfare 3                            | Infinity Ward                                                          | 8 november 2011              | Nej                   |
| Call of Duty: Black Ops                                   | Treyarch                                                               | 9 november 2010              | Nej                   |
| Call of Duty: Black Ops II                                | Treyarch                                                               | 12 november 2012             | Nej                   |
| Call of Duty: Ghosts                                      | Infinity Ward                                                          | 5 november 2013              | Nej                   |
| Call of Duty: World at War                                | Treyarch                                                               | 11 november 2008             | Nej                   |
| Call of Juarez: Bound in Blood                            | Techland                                                               | 30 juni 2009                 | Nej                   |
| Call of Juarez: The Cartel                                | Techland                                                               | 19 juli 2011                 | Nej                   |
| Captain America: Super Soldier                            | Next Level Games / Sega                                                | 15 juli 2011                 | Nej                   |
| Cars 2: The Video Game                                    | Disney Interactive Studios                                             | 21 juni 2011                 | Nej                   |
| Cars Mater-National Championship                          | Rainbow Studios                                                        | 29 oktober 2007              | Nej                   |
| Cars Race-O-Rama                                          | Incinerator Studios                                                    | 12 oktober 2009              | Nej                   |
| Cartoon Network: Punch Time Explosion XL                  | Papaya Studio                                                          | 15 november 2011             | Nej                   |
| Castlevania: Lords of Shadow                              | MercurySteam / Kojima Productions                                      | 16 december 2010             | Nej                   |
| Castlevania: Lords of Shadow 2                            | MercurySteam / Kojima Productions                                      | 25 februari 2014             | Nej                   |
| Catherine                                                 | Atlus Persona Team                                                     | 17 februari 2011             | Nej                   |
| Chaotic: Shadow Warriors                                  | FUN Labs                                                               | 17 november 2009             | Nej                   |
| Child of Eden                                             | Q Entertainment                                                        | 17 juni 2011                 | Nej                   |
| Cipher Complex                                            | Edge of Reality                                                        | Ej utgiven                   | Nej                   |
| Civilization Revolution                                   | Firaxis Games                                                          | 13 juni 2008                 | Nej                   |
| Clive Barker's Jericho                                    | MercurySteam                                                           | 23 oktober 2007              | Nej                   |
| Cloudy with a Chance of Meatballs                         | Ubisoft Shanghai                                                       | 11 september 2009            | Nej                   |
| Colin McRae: Dirt                                         | Codemasters                                                            | 11 september 2007            | Nej                   |
| Colin McRae: Dirt 2                                       | Codemasters                                                            | 8 september 2009             | Nej                   |
| College Hoops 2K7                                         | Visual Concepts                                                        | 13 mars 2007                 | Nej                   |
| College Hoops 2K8                                         | Visual Concepts                                                        | 19 november 2007             | Nej                   |
| Command & Conquer: Red Alert 3                            | EA Los Angeles                                                         | 23 mars 2009                 | Nej                   |
| Conan                                                     | Nihilistic Software                                                    | 28 september 2007            | Nej                   |
| Condemned 2: Bloodshot                                    | Monolith Productions                                                   | 18 mars 2008                 | Nej                   |
| Conflict: Denied Ops                                      | Pivotal Games                                                          | 8 februari 2008              | Nej                   |
| Cross Edge                                                | Compile Heart                                                          | 25 september 2008            | Ja                    |
| Cross of the Dutchman                                     | Triangle Studios                                                       | 2015                         | Nej                   |
| Crysis                                                    | Crytek                                                                 | 4 oktober 2011               | Nej                   |
| Crysis 2                                                  | Crytek                                                                 | 22 mars 2011                 | Nej                   |
| Crysis 3                                                  | Crytek                                                                 | 19 februari 2011             | Nej                   |
| Damnation                                                 | Blue Omega Entertainment                                               | 22 maj 2009                  | Nej                   |
| Dance Dance Revolution                                    | Konami                                                                 | 16 november 2010             | Nej                   |
| Dante's Inferno                                           | Visceral Games                                                         | 9 februari 2010              | Nej                   |
| Dark Sector                                               | Digital Extremes                                                       | 28 mars 2008                 | Nej                   |
| Dark Souls                                                | From Software                                                          | 22 september 2011            | Nej                   |
| Dark Souls II                                             | From Software                                                          | 11 mars 2014                 | Nej                   |
| Dark Void                                                 | Airtight Games                                                         | 19 januari 2010              | Nej                   |
| Darksiders                                                | Vigil Games                                                            | 5 januari 2010               | Nej                   |
| Darksiders II                                             | Vigil Games                                                            | Ej utgiven                   | Nej                   |
| Data-Fly                                                  | ORiGO Gaming Entertainment                                             | Ej utgiven                   | Nej                   |
| DC Universe Online                                        | Sony Online Austin                                                     | 11 januari 2011              |                       |
| Dead Island                                               | Techland                                                               | 6 september 2011             | Nej                   |
| Dead Island: Riptide                                      | Techland                                                               | 23 april 2011                | Nej                   |
| Deadpool                                                  | High Moon Studios                                                      | 25 juni 2013                 | Nej                   |
| Dead or Alive 5                                           | Team Ninja / Sega AM2                                                  | 27 september 2012            | Nej                   |
| Dead or Alive 5 Ultimate                                  | Team Ninja / Sega AM2                                                  | 5 september 2013             | Nej                   |
| Dead Rising 2                                             | Blue Castle Games                                                      | 24 september 2010            | Nej                   |
| Dead Space                                                | EA Redwood Shores                                                      | 14 oktober 2008              | Nej                   |
| Dead Space 2                                              | Visceral Games                                                         | 25 januari 2011              | Nej                   |
| Dead Space 3                                              | Visceral Games                                                         | 5 februari 2013              | Nej                   |
| Dead to Rights: Retribution                               | Volatile Games                                                         | 23 april 2010                | Nej                   |
| Defiance                                                  | Trion Worlds Human Head Studios                                        | 2 april 2013                 | Nej                   |
| Def Jam: Icon                                             | EA Chicago                                                             | 6 mars 2007                  | Nej                   |
| Def Jam Rapstar                                           | 4mm Games                                                              | 5 oktober 2010               | Nej                   |
| Demon's Souls                                             | From Software                                                          | 5 februari 2009              | Ja                    |
| Derby Time Online                                         | SCE Japan Studio                                                       | 13 november 2008             | Ja                    |
| Destroy All Humans! Path of the Furon                     | Sandblast Games                                                        | 13 februari 2009             | Nej                   |
| Deus Ex: Human Revolution                                 | Eidos Montréal                                                         | 23 augusti 2011              | Nej                   |
| Deus Ex: Human Revolution Director's Cut                  | Eidos Montréal                                                         | 22 oktober 2013              | Nej                   |
| Devil May Cry 4                                           | Capcom                                                                 | 31 januari 2008              | Nej                   |
| Devil's Third                                             | Valhalla Game Studios                                                  | Ej utgiven                   | Nej                   |
| Diablo III                                                | Blizzard Entertainment                                                 | 3 september 2013             | Nej                   |
| Dirt 3                                                    | Codemasters Birmingham                                                 | 24 maj 2011                  | Nej                   |
| Dirt: Showdown                                            | Codemasters Southam                                                    | 25 maj 2012                  | Nej                   |
| Disgaea 3: Absence of Justice                             | Nippon Ichi                                                            | 31 januari 2008              | Ja                    |
| Disgaea 4: A Promise Unforgotten                          | Nippon Ichi                                                            | 24 februari 2011             | Ja                    |
| Disgaea D2: A Brighter Darkness                           | Nippon Ichi                                                            | 20 mars 2013                 | Ja                    |
| Dishonored                                                | Arkane Studios                                                         | 8 oktober 2012               | Nej                   |
| Disney Sing It                                            | Zoë Mode                                                               | 14 oktober 2008              | Nej                   |
| Disney Sing It! – High School Musical 3: Senior Year      | Zoë Mode                                                               | 17 februari 2008             | Nej                   |
| Disney Sing It: Pop Hits                                  | Zoë Mode                                                               | 6 oktober 2009               | Nej                   |
| DJ Hero                                                   | FreeStyleGames                                                         | 27 oktober 2009              | Nej                   |
| DJ Hero 2                                                 | FreeStyleGames                                                         | 19 oktober 2010              | Nej                   |
| DmC: Devil May Cry                                        | Ninja Theory                                                           | 15 januari 2013              | Nej                   |
| Dragon Age: Origins                                       | BioWare                                                                | 3 november 2009              | Nej                   |
| Dragon Age: Origins – Awakening                           | BioWare                                                                | 17 mars 2010                 | Nej                   |
| Dragon Age II                                             | BioWare                                                                | 8 mars 2011                  | Nej                   |
| Dragon Ball Z: Burst Limit                                | Dimps                                                                  | 5 juni 2008                  | Nej                   |
| Dragon Ball: Raging Blast                                 | Spike                                                                  | 9 november 2009              | Nej                   |
| Dragon Ball: Raging Blast 2                               | Spike                                                                  | 2 november 2010              | Nej                   |
| Dragon Ball Z: Ultimate Tenkaichi                         | Spike                                                                  | 25 oktober 2011              | Nej                   |
| Dragon's Crown                                            | Vanillaware                                                            | 25 juli 2013                 | Ja                    |
| Dragon's Dogma                                            | Capcom                                                                 | 24 maj 2012                  | Nej                   |
| Dragon's Dogma: Dark Arisen                               | Capcom                                                                 | 23 april 2013                | Nej                   |
| Driver: San Francisco                                     | Ubisoft Reflections                                                    | 2 september 2011             | Nej                   |
| Duke Nukem Forever                                        | 3D Realms / Triptych Games / Gearbox Software / Piranha Games          | 10 juni 2011                 | Nej                   |
| Dungeon Siege III                                         | Obsidian Entertainment                                                 | 17 juni 2011                 | Nej                   |
| Dust 514                                                  | CCP Games                                                              | Ej utgiven                   | Ja                    |
| Dynasty Warriors 6                                        | Omega Force                                                            | 11 november 2007             | Nej                   |
| Dynasty Warriors 6 Empires                                | Omega Force                                                            | 28 maj 2009                  | Nej                   |
| Dynasty Warriors 7                                        | Omega Force                                                            | 10 mars 2011                 | Nej                   |
| Dynasty Warriors 7: Xtreme Legends                        | Omega Force                                                            | 29 september 2011            | Nej                   |
| Dynasty Warriors 7 Empires                                | Omega Force                                                            | 8 november 2012              | Nej                   |
| Dynasty Warriors 8                                        | Omega Force                                                            | 28 februari 2013             | Nej                   |
| Dynasty Warriors: Gundam                                  | Omega Force                                                            | 1 mars 2007                  | Nej                   |
| Dynasty Warriors: Gundam 2                                | Omega Force                                                            | 18 december 2008             | Nej                   |
| Dynasty Warriors: Gundam 3                                | Omega Force                                                            | 16 december 2010             | Nej                   |
| Dynasty Warriors: Strikeforce Star Wars: Battlefront I    | Blue Omega Entertainment                                               | 22 maj 2009                  | Nej                   |
| Dance Dance Revolution                                    | Omega Force                                                            | 1 oktober 2009               | Nej                   |
| EA Sports MMA                                             | EA Tiburon                                                             | 19 oktober 2010              | Nej                   |
| Earth No More                                             | Recoil Games                                                           | Ej utgiven                   | Nej                   |
| Eat Lead: The Return of Matt Hazard                       | Vicious Cycle Software                                                 | 26 februari 2009             | Nej                   |
| El Shaddai: Ascension of the Metatron                     | Ignition Tokyo                                                         | 28 april 2011                | Nej                   |
| The Elder Scrolls IV: Oblivion                            | Bethesda Game Studios                                                  | 20 mars 2007                 | Nej                   |
| The Elder Scrolls IV: Shivering Isles                     | Bethesda Game Studios                                                  | 20 november 2007             | Nej                   |
| The Elder Scrolls V: Skyrim                               | Bethesda Game Studios                                                  | 11 november 2011             | Nej                   |
| Enchanted Arms                                            | From Software                                                          | 25 januari 2007              | Nej                   |
| Enemy Territory: Quake Wars                               | Splash Damage / Underground Development                                | 27 maj 2008                  | Nej                   |
| Enslaved: Odyssey to the West                             | Ninja Theory                                                           | 7 oktober 2010               | Nej                   |
| Eternal Light                                             | Revistronic                                                            | Ej utgiven                   | Nej                   |
| Eternal Sonata                                            | tri-Crescendo                                                          | 18 september 2008            | Nej                   |
| Everybody's Golf 5                                        | Clap Hanz                                                              | 26 juli 2007                 | Ja                    |
| Everybody's Golf 6                                        | Clap Hanz                                                              | 22 november 2012             | Ja                    |
| The Eye of Judgment                                       | SCE Japan Studio                                                       | 25 oktober 2007              | Ja                    |
| EyePet                                                    | SCE London Studio                                                      | Ej utgiven                   | Ja                    |
| F.E.A.R.                                                  | Monolith Productions / Day 1 Studios                                   | 20 april 2007                | Nej                   |
| F.E.A.R. 2: Project Origin                                | Monolith Productions                                                   | 10 februari 2009             | Nej                   |
| F.E.A.R. 3                                                | Day 1 Studios                                                          | 21 juni 2011                 | Nej                   |
| F1 2010                                                   | Codemasters Birmingham                                                 | 22 september 2010            | Nej                   |
| FaceBreaker                                               | EA Canada                                                              | 3 september 2008             | Nej                   |
| Fairytale Fights                                          | Playlogic Game Factory                                                 | 23 oktober 2009              | Nej                   |
| Faith and a .45                                           | Deadline Games                                                         | Ej utgiven                   | Nej                   |
| Fallout 3                                                 | Bethesda Game Studios                                                  | 28 oktober 2008              | Nej                   |
| Fallout: New Vegas                                        | Obsidian Entertainment                                                 | 19 oktober 2010              | Nej                   |
| Fantastic Four: Rise of the Silver Surfer                 | 7 Studios / Visual Concepts                                            | 15 juni 2007                 | Nej                   |
| Far Cry 2                                                 | Ubisoft Montreal                                                       | 21 oktober 2008              | Nej                   |
| Far Cry 3                                                 | Ubisoft Montreal                                                       | 4 september 2012             | Nej                   |
| Ferrari Challenge: Trofeo Pirelli                         | Eutechnyx                                                              | 11 juli 2008                 | Nej                   |
| Ferrari: The Race Experience                              | Eutechnyx                                                              | 6 oktober 2010               | Nej                   |
| FIFA 08                                                   | EA Canada                                                              | 28 september 2007            | Nej                   |
| FIFA 09                                                   | EA Canada                                                              | 3 oktober 2008               | Nej                   |
| FIFA 10                                                   | EA Canada                                                              | 2 oktober 2009               | Nej                   |
| FIFA 11                                                   | EA Canada                                                              | 30 september 2010            | Nej                   |
| FIFA 12                                                   | EA Canada                                                              | 27 september 2011            | Nej                   |
| FIFA 13                                                   | EA Canada                                                              | 25 september 2012            | Nej                   |
| FIFA 14                                                   | EA Canada                                                              | 24 september 2013            | Nej                   |
| FIFA Street                                               | EA Canada                                                              | 13 mars 2012                 | Nej                   |
| FIFA Street 3                                             | EA Canada                                                              | 18 februari 2008             | Nej                   |
| The Fight: Lights Out                                     | ColdWood Interactive                                                   |                              | Ja                    |
| Fight Night Champion                                      | EA Canada                                                              | 1 mars 2011                  | Nej                   |
| Fight Night Round 3                                       | EA Canada / EA Chicago                                                 | 15 mars 2007                 | Nej                   |
| Fight Night Round 4                                       | EA Canada                                                              | 23 juni 2009                 | Nej                   |
| Final Exam                                                | Mighty Rocket Studio                                                   | Q4 2013                      | Nej                   |
| Final Fantasy X / X-2 HD Remaster                         | Square Enix                                                            | Ej utgiven                   | Ja                    |
| Final Fantasy XIII                                        | Square Enix                                                            | 17 december 2009             | Nej                   |
| Final Fantasy XIII-2                                      | Square Enix                                                            | 15 december 2011             | Nej                   |
| Final Fantasy XIV                                         | Square Enix                                                            | Ej utgiven                   |                       |
| Final Fantasy XIV: A Realm Reborn                         | Square Enix                                                            | 27 augusti 2013              |                       |
| Fireburst                                                 | exDream                                                                | Ej utgiven                   | Nej                   |
| Fist of the North Star: Ken's Rage                        | Koei                                                                   | 25 mars 2010                 | Nej                   |
| Fist of the North Star: Ken's Rage 2                      | Koei                                                                   | 25 december 2012             | Nej                   |
| Folklore                                                  | Game Republic                                                          | 21 juni 2007                 | Ja                    |
| Formula One Championship Edition                          | SCE Studio Liverpool                                                   | 28 december 2006             | Ja                    |
| Fracture                                                  | Day 1 Studios                                                          | 7 oktober 2008               | Nej                   |
| Fritz Chess                                               | Deep Silver                                                            | 31 juli 2009                 | Nej                   |
| Front Mission Evolved                                     | Double Helix Games                                                     | 16 september 2010            | Nej                   |
| Fuel                                                      | Asobo Studios                                                          | 2 juni 2009                  | Nej                   |
| Full Auto 2: Battlelines                                  | Pseudo Interactive                                                     | 12 december 2006             | Ja                    |
| G1 Jockey 4 2007                                          | Koei                                                                   | 1 november 2007              | Ja                    |
| G1 Jockey 4 2008                                          | Koei                                                                   | 18 september 2008            | Ja                    |
| Gal*Gun                                                   | Inti Creates                                                           | 23 februari 2012             | Nej                   |
| Genji: Days of the Blade                                  | Game Republic                                                          | 11 november 2006             | Ja                    |
| G-Force                                                   | Eurocom                                                                | 21 juli 2009                 | Nej                   |
| Ghostbusters: The Video Game                              | Terminal Reality / Threewave Software                                  | 16 juni 2009                 | Nej                   |
| G.I. Joe: The Rise of Cobra                               | Double Helix Games                                                     | 4 augusti 2009               | Nej                   |
| The Godfather: The Don's Edition                          | EA Redwood Shores                                                      | 21 mars 2007                 | Nej                   |
| The Godfather II                                          | EA Redwood Shores                                                      | 7 april 2009                 | Nej                   |
| God of War III                                            | SCE Santa Monica Studio                                                | 16 mars 2010                 | Ja                    |
| God of War: Ascension                                     | SCE Santa Monica Studio                                                | 12 mars 2013                 | Ja                    |
| God of War Collection                                     | SCE Santa Monica Studio / Bluepoint Games                              | 18 mars 2010                 | Ja                    |
| God of War: Origins Collection                            | SCE Santa Monica Studio / Ready at Dawn                                | 13 september 2011            | Ja                    |
| God of War Saga                                           | SCE Santa Monica Studio                                                | 28 augusti 2012              | Ja                    |
| Golden Axe: Beast Rider                                   | Secret Level                                                           | 14 oktober 2008              | Nej                   |
| GoldenEye 007: Reloaded                                   | Activision                                                             | 1 november 2011              | Nej                   |
| The Golden Compass                                        | Shiny Entertainment                                                    | 5 december 2007              | Nej                   |
| Gran Turismo 5                                            | Polyphony Digital                                                      | 24 november 2010             | Ja                    |
| Gran Turismo 5 Prologue                                   | Polyphony Digital                                                      | 13 december 2007             | Ja                    |
| Gran Turismo 6                                            | Polyphony Digital                                                      | 5 december 2013              | Ja                    |
| Grand Slam Tennis 2                                       | EA Canada                                                              | 10 februari 2012             | Nej                   |
| Grand Theft Auto IV                                       | Rockstar North                                                         | 29 april 2008                | Nej                   |
| Grand Theft Auto V                                        | Rockstar North                                                         | 17 september 2013            | Nej                   |
| Grand Theft Auto: Episodes From Liberty City              | Rockstar North                                                         | 13 april 2010                | Nej                   |
| Green Day: Rock Band                                      | Harmonix / Demiurge Studios                                            | 10 juni 2010                 | Nej                   |
| The Grinder                                               | High Voltage Software                                                  | Ej utgiven                   | Nej                   |
| Guitar Hero III: Legends of Rock                          | Neversoft                                                              | 29 oktober 2007              | Nej                   |
| Guitar Hero World Tour                                    | Neversoft                                                              | 26 oktober 2008              | Nej                   |
| Guitar Hero 5                                             | Neversoft                                                              | 1 september 2009             | Nej                   |
| Guitar Hero: Aerosmith                                    | Neversoft                                                              | 27 juni 2008                 | Nej                   |
| Guitar Hero: Metallica                                    | Neversoft                                                              | 29 mars 2009                 | Nej                   |
| Guitar Hero Smash Hits                                    | Beenox                                                                 | 16 juni 2009                 | Nej                   |
| Guitar Hero: Van Halen                                    | Underground Development / Neversoft / Budcat Creations                 | 22 december 2009             | Nej                   |
| Guitar Hero: Warriors of Rock                             | Neversoft                                                              | Ej utgiven                   | Nej                   |
| Hail to the Chimp                                         | Wideload Games                                                         | 1 juli 2008                  | Nej                   |
| Hannah Montana: The Movie                                 | n-Space                                                                | 7 april 2009                 | Nej                   |
| Harry Potter och dödsrelikerna: Del I                     | EA Bright Light Studio                                                 | 16 november 2010             | Nej                   |
| Harry Potter och dödsrelikerna: Del II                    | EA Bright Light Studio                                                 | 12 juli 2011                 | Nej                   |
| Harry Potter och Fenixorden                               | EA UK                                                                  | 25 juni 2007                 | Nej                   |
| Harry Potter och Halvblodsprinsen                         | EA Bright Light Studio                                                 | 30 juni 2009                 | Nej                   |
| Haze                                                      | Free Radical Design                                                    | 22 maj 2008                  | Nej                   |
| Heat                                                      | Gearbox Software                                                       | Ej utgiven                   | Nej                   |
| Heavenly Sword                                            | Ninja Theory                                                           | 12 september 2007            | Ja                    |
| Heavy Rain                                                | Quantic Dream                                                          | 18 februari 2010             | Ja                    |
| Hellboy: The Science of Evil                              | Krome Studios                                                          | 24 juni 2008                 | Nej                   |
| Heroes Over Europe                                        | Transmission Games                                                     | 14 september 2009            | Nej                   |
| The History Channel: Battle for the Pacific               | Magic Wand Productions                                                 | 19 februari 2008             | Nej                   |
| History Civil War: Secret Missions                        | Cauldron HQ                                                            | 4 november 2008              | Nej                   |
| History Great Battles: Medieval                           | Slitherine Software                                                    | 19 februari 2010             | Nej                   |
| Hitman: Absolution                                        | IO Interactive                                                         | 20 november 2012             | Nej                   |
| Homefront                                                 | Kaos Studios                                                           | 15 mars 2011                 | Nej                   |
| How to Train Your Dragon                                  | Étranges Libellules                                                    | 23 mars 2010                 | Nej                   |
| Hunted: The Demon's Forge                                 | Bethesda Softworks                                                     | 31 maj 2011                  | Nej                   |
| Hyperdimension Neptunia                                   | Idea Factory, Compile Heart                                            | 29 juli 2010                 | Ja                    |
| Hyperdimension Neptunia Mk2                               | Idea Factory, Compile Heart                                            | 18 augusti 2011              | Ja                    |
| Ice Age: Dawn of the Dinosaurs                            | Eurocom                                                                | 24 juni 2009                 | Nej                   |
| Ico & Shadow of the Colossus Collection                   | Team Ico                                                               | 22 september 2011            | Ja                    |
| IL-2 Sturmovik: Birds of Prey                             | Gaijin Entertainment                                                   | 4 september 2009             | Nej                   |
| Imabikisō                                                 | Chunsoft                                                               | 25 oktober 2007              | Ja                    |
| The Incredible Hulk                                       | Edge of Reality                                                        | 5 juni 2008                  | Nej                   |
| inFamous                                                  | Sucker Punch Productions                                               | 26 maj 2009                  | Ja                    |
| Infamous 2                                                | Sucker Punch Productions                                               | 7 juni 2011                  | Ja                    |
| Injustice: Gods Among Us                                  | NetherRealm Studios                                                    | 16 april 2013                | Nej                   |
| inSANE                                                    | Volition, Inc. / THQ                                                   | Ej utgiven                   | Nej                   |
| Initial D Extreme Stage                                   | Sega Rosso                                                             | 3 juli 2008                  | Ja                    |
| Interstellar Marines                                      | Zero Point Software                                                    | Ej utgiven                   | Nej                   |
| Inversion                                                 | Saber Interactive                                                      | 5 juni 2012                  | Nej                   |
| Iron Man                                                  | Secret Level                                                           | 2 maj 2008                   | Nej                   |
| Iron Man 2                                                | Sega                                                                   | 30 april 2010                | Nej                   |
| J-Stars Victory Vs                                        | Spike Chunsoft                                                         | 19 mars 2014                 | Nej                   |
| James Bond 007: Blood Stone                               | Bizzare Creations                                                      | Ej utgiven                   | Nej                   |
| John Woo Presents: Stranglehold                           | Midway Chicago                                                         | 29 oktober 2007              | Nej                   |
| Janline R                                                 | Recom                                                                  | 6 augusti 2009               | Ja                    |
| Juiced 2: Hot Import Nights                               | Juice Games / Paradigm Entertainment                                   | 22 oktober 2007              | Nej                   |
| Jurassic Park: The Game                                   | Telltale Games                                                         | 15 november 2011             | Nej                   |
| Jurassic: The Hunted                                      | Cauldron HQ                                                            | 3 november 2009              | Nej                   |
| Just Cause 2                                              | Avalanche Studios                                                      | 23 mars 2010                 | Nej                   |
| Just Dance 3                                              | Ubisoft Paris                                                          | 6 december 2011              | Nej                   |
| Kane & Lynch: Dead Men                                    | IO Interactive                                                         | 13 november 2007             | Nej                   |
| Kane & Lynch 2: Dog Days                                  | IO Interactive                                                         | Ej utgiven                   | Nej                   |
| Karaoke Revolution                                        | Blitz Games                                                            | 24 november 2009             | Nej                   |
| Karaoke Revolution Presents: American Idol Encore         | Blitz Games                                                            | 4 mars 2008                  | Nej                   |
| Karaoke Revolution Presents: American Idol Encore 2       | Blitz Games                                                            | 18 november 2008             | Nej                   |
| Katamari Forever                                          | Namco Bandai                                                           | 23 juli 2009                 | Ja                    |
| Killzone 2                                                | Guerrilla Games                                                        | 25 februari 2009             | Ja                    |
| Killzone 3                                                | Guerrilla Games                                                        | 24 februari 2011             | Ja                    |
| The King of Fighters XII                                  | SNK Playmore                                                           | 28 juli 2009                 | Nej                   |
| The King of Fighters XIII                                 | SNK Playmore                                                           | 22 november 2011             | Nej                   |
| Kingdom Hearts HD 1.5 Remix                               | Square Enix                                                            | 14 mars 2013                 | Ja                    |
| Kingdom Under Fire II                                     | Blueside, Phantagram                                                   | Ej utgiven                   |                       |
| Kingdoms of Amalur: Reckoning                             | 38 Studios, Big Huge Games                                             | 7 februari 2012              | Nej                   |
| Knights Contract                                          | Namco Bandai                                                           | 22 februari 2011             | Nej                   |
| Kung Fu Panda                                             | Luxoflux                                                               | 3 juni 2008                  | Nej                   |
| Kung Fu Panda 2                                           | THQ                                                                    | 24 maj 2011                  | Nej                   |
| Kurayami                                                  | Grasshopper Manufacture                                                | Ej utgiven                   | Ja                    |
| L.A. Noire                                                | Team Bondi                                                             | 17 maj 2011                  | Nej                   |
| Lair                                                      | Factor 5                                                               | 11 oktober 2007              | Ja                    |
| The Last of Us                                            | Naughty Dog                                                            | 14 juni 2013                 | Nej                   |
| Last Rebellion                                            | Hit Maker                                                              | 28 januari 2010              | Ja                    |
| Legendary                                                 | Spark Unlimited                                                        | 31 oktober 2008              | Nej                   |
| The Legend of Spyro: Dawn of the Dragon                   | Étranges Libellules                                                    | 21 oktober 2008              | Nej                   |
| Lego Batman: The Videogame                                | Traveller's Tales                                                      | 23 september 2008            | Nej                   |
| Lego Batman 2: DC Super Heroes                            | Traveller's Tales                                                      | 19 juni 2012                 | Nej                   |
| Lego Harry Potter: Years 1–4                              | Traveller's Tales                                                      | 25 juni 2010                 | Nej                   |
| Lego Harry Potter: Years 5–7                              | Traveller's Tales                                                      | 11 november 2011             | Nej                   |
| Lego Indiana Jones: The Original Adventures               | Traveller's Tales                                                      | 3 juni 2008                  | Nej                   |
| Lego Indiana Jones 2: The Adventure Continues             | Traveller's Tales                                                      | 17 november 2009             | Nej                   |
| Lego Pirates of the Caribbean: The Video Game             | Traveller's Tales                                                      | 10 maj 2011                  | Nej                   |
| Lego Rock Band                                            | Harmonix / Traveller's Tales                                           | 3 november 2009              | Nej                   |
| Lego Star Wars: The Complete Saga                         | Traveller's Tales                                                      | 6 november 2007              | Nej                   |
| Lego Star Wars III: The Clone Wars                        | Traveller's Tales                                                      | 28 februari 2011             | Nej                   |
| Leisure Suit Larry: Box Office Bust                       | Team17 Software                                                        | 24 april 2009                | Nej                   |
| LittleBigPlanet                                           | Media Molecule                                                         | 30 oktober 2008              | Ja                    |
| LittleBigPlanet 2                                         | Media Molecule                                                         | 18 januari 2011              | Ja                    |
| Little Busters! Converted Edition                         | Key / Prototype                                                        | 20 mars 2013                 | Nej                   |
| London 2012                                               | Sega                                                                   | 26 juni 2012                 | Nej                   |
| The Lord of the Rings: Aragorn's Quest                    | TT Fusion / Headstrong Games                                           | 14 september 2010            | Nej                   |
| The Lord of the Rings: Conquest                           | Pandemic Studios                                                       | 13 januari 2009              | Nej                   |
| The Lord of the Rings: War in the North                   | Snowblind Studios                                                      | 1 november 2011              | Nej                   |
| Lightning Returns: Final Fantasy XIII                     | Square Enix                                                            | 21 november 2013             | Nej                   |
| Lost Planet: Extreme Condition                            | Capcom / K2 LLC                                                        | 21 februari 2008             | Nej                   |
| Lost Planet 2                                             | Capcom                                                                 | 11 maj 2010                  | Nej                   |
| Lost Planet 3                                             | Spark Unlimited                                                        | 29 augusti 2013              | Nej                   |
| Lost: Via Domus                                           | Ubisoft Montreal                                                       | 26 februari 2008             | Nej                   |
| Lucha Libre AAA 2010: Héroes del Ring                     | Immersion Software & Graphics                                          | 12 oktober 2010              | Nej                   |
| Madagascar: Escape 2 Africa                               | Toys For Bob                                                           | 4 november 2008              | Nej                   |
| Madagascar Kartz                                          | Sidhe                                                                  | 27 oktober 2009              | Nej                   |
| Madden NFL 07                                             | EA Tiburon                                                             | 26 april 2007                | Nej                   |
| Madden NFL 08                                             | EA Tiburon                                                             | 14 augusti 2007              | Nej                   |
| Madden NFL 09                                             | EA Tiburon                                                             | 12 augusti 2008              | Nej                   |
| Madden NFL 10                                             | EA Tiburon                                                             | 14 augusti 2009              | Nej                   |
| Madden NFL 11                                             | EA Tiburon                                                             | 10 augusti 2010              | Nej                   |
| Madden NFL 12                                             | EA Tiburon                                                             | 30 augusti 2011              | Nej                   |
| Madden NFL 13                                             | EA Tiburon                                                             | 28 augusti 2012              | Nej                   |
| Madden NFL 25                                             | EA Tiburon                                                             | 27 augusti 2013              | Nej                   |
| Mafia II                                                  | 2K Czech                                                               | 24 augusti 2010              | Nej                   |
| MAG                                                       | Zipper Interactive                                                     | 26 januari 2010              | Ja                    |
| Mahjong Kakutou Club                                      | Konami                                                                 | 16 november 2006             | Ja                    |
| Mahjong Taikai IV                                         | Koei                                                                   | 22 november 2006             | Ja                    |
| Majin and the Forsaken Kingdom                            | Game Republic                                                          | 23 november 2010             | Nej                   |
| Major League Baseball 2K7                                 | Kush Games                                                             | 26 februari 2007             | Nej                   |
| Major League Baseball 2K8                                 | Kush Games                                                             | 4 mars 2008                  | Nej                   |
| Major League Baseball 2K9                                 | Visual Concepts                                                        | 9 juli 2009                  | Nej                   |
| Major League Baseball 2K10                                | Visual Concepts                                                        | 2 mars 2010                  | Nej                   |
| Major League Baseball 2K11                                | Visual Concepts                                                        | 8 mars 2011                  | Nej                   |
| Major League Baseball 2K12                                | Visual Concepts                                                        | 6 mars 2012                  | Nej                   |
| Makai Wars                                                | Nippon Ichi Software                                                   | Ej utgiven                   | Ja                    |
| Man vs. Wild                                              | Scientifically Proven                                                  | 26 april 2011                | Nej                   |
| Mars                                                      | Spiders                                                                | Ej utgiven                   | Nej                   |
| Marvel: Ultimate Alliance                                 | Raven Software                                                         | 17 november 2006             | Nej                   |
| Marvel: Ultimate Alliance 2                               | Vicarious Visions                                                      | 15 september 2009            | Nej                   |
| Marvel vs. Capcom 3: Fate of Two Worlds                   | Capcom                                                                 | 17 februari 2011             | Nej                   |
| Mass Effect 2                                             | Bioware / Electronic Arts                                              | 18 januari 2011              | Nej                   |
| Mass Effect 3                                             | Bioware / Electronic Arts                                              | 6 mars 2012                  | Nej                   |
| Mass Effect Trilogy                                       | Bioware / Electronic Arts                                              | 4 december 2012              | Nej                   |
| Max Payne 3                                               | Rockstar Vancouver                                                     | 15 maj 2012                  | Nej                   |
| Medal of Honor                                            | EA Los Angeles / EA Digital Illusions CE                               | Ej utgiven                   | Nej                   |
| Medal of Honor: Airborne                                  | EA Los Angeles                                                         | 19 november 2007             | Nej                   |
| Megazone 23: Aoi Garland                                  | Compile Heart                                                          | 13 september 2007            | Ja                    |
| Mercenaries 2: World in Flames                            | Pandemic Studios                                                       | 31 augusti 2008              | Nej                   |
| Metal Gear Online                                         | Kojima Productions                                                     | 17 juli 2008                 | Ja                    |
| Metal Gear Rising: Revengeance                            | Platinum Games                                                         | 19 februari 2013             | Nej                   |
| Metal Gear Solid HD Collection                            | Kojima Productions                                                     | 10 november 2011             | Nej                   |
| Metal Gear Solid 4: Guns of the Patriots                  | Kojima Productions                                                     | 12 juni 2008                 | Ja                    |
| Metro: Last Light                                         | 4A Games                                                               | 14 maj 2013                  | Nej                   |
| Michael Jackson: The Experience                           | Ubisoft Montreal                                                       | 12 april 2011                | Nej                   |
| Midnight Club: Los Angeles                                | Rockstar San Diego                                                     | 21 oktober 2008              | Nej                   |
| Mindjack                                                  | feelplus                                                               | 18 januari 2011              | Nej                   |
| Mini Ninjas                                               | IO Interactive                                                         | 8 september 2009             | Nej                   |
| Mirror's Edge                                             | EA Digital Illusions CE                                                | 11 november 2008             | Nej                   |
| Mist of Chaos                                             | Idea Factory / Neverland Co.                                           | 22 mars 2007                 | Ja                    |
| MLB 07: The Show                                          | SCE San Diego Studio                                                   | 15 maj 2007                  | Ja                    |
| MLB 08: The Show                                          | SCE San Diego Studio                                                   | 4 mars 2008                  | Ja                    |
| MLB 09: The Show                                          | SCE San Diego Studio                                                   | 3 mars 2009                  | Ja                    |
| MLB 10: The Show                                          | SCE San Diego Studio                                                   | 2 mars 2010                  | Ja                    |
| MLB 11: The Show                                          | SCE San Diego Studio                                                   | 8 mars 2011                  | Ja                    |
| MLB 12: The Show                                          | SCE San Diego Studio                                                   | 6 mars 2012                  | Nej                   |
| MLB 13: The Show                                          | SCE San Diego Studio                                                   | 5 mars 2013                  | Nej                   |
| MLB Front Office Manager                                  | Blue Castle Games                                                      | 26 januari 2009              | Nej                   |
| Mobile Suit Gundam: Crossfire                             | Namco Bandai                                                           | 11 november 2006             | Ja                    |
| Mobile Suit Gundam Battlefield Record U.C. 0081           | Namco Bandai                                                           | 3 september 2009             | Ja                    |
| Mobile Suit Gundam Unicorn                                | From Software                                                          | 8 mars 2012                  | Ja                    |
| ModNation Racers                                          | United Front Games / SCE San Diego Studio                              | 21 maj 2010                  | Ja                    |
| Monopoly                                                  | EA Casual Entertainment                                                | 21 oktober 2008              | Nej                   |
| Monster Madness: Grave Danger                             | Psyonix Studios / Immersion Games                                      | 5 augusti 2008               | Nej                   |
| Monsters vs. Aliens                                       | Beenox / Amaze Entertainment                                           | 24 mars 2009                 | Nej                   |
| Mortal Kombat                                             | NetherRealm Studios                                                    | 19 april 2011                | Nej                   |
| Mortal Kombat vs. DC Universe                             | Midway Games                                                           | 16 november 2008             | Nej                   |
| MotoGP '08                                                | Milestone                                                              | 24 oktober 2008              | Nej                   |
| MotoGP 09/10                                              | Monumental Games                                                       |                              | Nej                   |
| MotorStorm                                                | Evolution Studios                                                      | 14 december 2006             | Ja                    |
| MotorStorm: Apocalypse                                    | Evolution Studios                                                      | 16 mars 2011                 | Ja                    |
| MotorStorm: Pacific Rift                                  | Evolution Studios                                                      | 31 oktober 2008              | Ja                    |
| MX vs. ATV: Untamed                                       | Rainbow Studios                                                        | 17 december 2007             | Nej                   |
| MX vs. ATV Alive                                          | Rainbow Studios                                                        | 10 maj 2011                  | Nej                   |
| MX vs. ATV Reflex                                         | Rainbow Studios                                                        | 1 december 2009              | Nej                   |
| My Summer Vacation 3                                      | SCE Japan Studio                                                       | 5 juli 2007                  | Ja                    |
| MySims SkyHeroes                                          | Electronic Arts                                                        | 28 september 2010            | Nej                   |
| Naruto: Ultimate Ninja Storm                              | CyberConnect2                                                          | 4 november 2008              | Ja                    |
| Naruto Shippuden: Ultimate Ninja Storm 2                  | CyberConnect2                                                          | 15 oktober 2010              | Nej                   |
| Naruto Shippuden: Ultimate Ninja Storm 3                  | CyberConnect2                                                          | 5 mars 2013                  | Nej                   |
| Naruto Shippuden: Ultimate Ninja Storm Generations        | CyberConnect2                                                          | 23 februari 2012             | Nej                   |
| NASCAR 08                                                 | EA Tiburon                                                             | 23 juli 2007                 | Nej                   |
| NASCAR 09                                                 | EA Tiburon                                                             | 10 juni 2008                 | Nej                   |
| NASCAR 2011: The Game                                     | Eutechnyx                                                              | 29 mars 2011                 | Nej                   |
| Naughty Bear                                              | Artificial Mind and Movement                                           | 25 juni 2010                 | Nej                   |
| NBA 07                                                    | SCE San Diego Studio                                                   | 7 januari 2007               | Ja                    |
| NBA 08                                                    | SCE San Diego Studio                                                   | 12 oktober 2007              | Ja                    |
| NBA '09: The Inside                                       | SCE San Diego Studio                                                   | 7 oktober 2008               | Ja                    |
| NBA 2K7                                                   | Visual Concepts / Kush Games                                           | 17 november 2006             | Nej                   |
| NBA 2K8                                                   | Visual Concepts / Kush Games                                           | 2 oktober 2007               | Nej                   |
| NBA 2K9                                                   | Visual Concepts / Kush Games                                           | 7 oktober 2008               | Nej                   |
| NBA 2K10                                                  | Visual Concepts / Kush Games                                           | 6 oktober 2009               | Nej                   |
| NBA 2K11                                                  | Visual Concepts / Kush Games                                           | 14 oktober 2010              | Nej                   |
| NBA 2K12                                                  | Visual Concepts / Kush Games                                           | 14 oktober 2011              | Nej                   |
| NBA 2K14                                                  | Visual Concepts                                                        | 1 oktober 2013               | Nej                   |
| NBA Ballers: Chosen One                                   | Midway Games                                                           | 25 april 2008                | Nej                   |
| NBA Live 08                                               | EA Canada                                                              | 2 oktober 2007               | Nej                   |
| NBA Live 09                                               | EA Canada                                                              | 7 oktober 2008               | Nej                   |
| NBA Live 10                                               | EA Canada                                                              | 6 oktober 2009               | Nej                   |
| NBA Street Homecourt                                      | EA Canada                                                              | 8 mars 2007                  | Nej                   |
| NCAA Basketball 09                                        | EA Canada                                                              | 17 november 2008             | Nej                   |
| NCAA Basketball 10                                        | EA Canada                                                              | 18 november 2009             | Nej                   |
| NCAA Football 08                                          | EA Tiburon                                                             | 17 juli 2007                 | Nej                   |
| NCAA Football 09                                          | EA Tiburon                                                             | 15 juli 2008                 | Nej                   |
| NCAA Football 10                                          | EA Tiburon                                                             | 14 juli 2009                 | Nej                   |
| NCAA Football 11                                          | EA Tiburon                                                             | 13 juli 2010                 | Nej                   |
| NCAA Football 12                                          | EA Tiburon                                                             | 12 juli 2011                 | Nej                   |
| NCAA March Madness 08                                     | EA Canada                                                              | 11 december 2007             | Nej                   |
| Need for Speed: Carbon                                    | EA Black Box                                                           | 21 december 2006             | Nej                   |
| Need for Speed: Hot Pursuit                               | Criterion Games                                                        | 16 november 2010             | Nej                   |
| Need for Speed: ProStreet                                 | EA Black Box                                                           | 13 november 2007             | Nej                   |
| Need for Speed: The Run                                   | EA Black Box                                                           | 15 november 2011             | Nej                   |
| Need for Speed: Shift                                     | Slightly Mad Studios                                                   | 15 september 2009            | Nej                   |
| Need for Speed: Undercover                                | EA Black Box                                                           | 18 november 2008             | Nej                   |
| Need for Speed: Rivals                                    | Ghost Games                                                            | 19 november 2013             | Nej                   |
| NeverDead                                                 | Rebellion Developments                                                 | 31 januari 2012              | Nej                   |
| NFL Head Coach 09                                         | EA Tiburon                                                             | 3 september 2008             | Nej                   |
| NFL Tour                                                  | EA Tiburon                                                             | 8 januari 2008               | Nej                   |
| NHL 08                                                    | EA Canada                                                              | 12 september 2007            | Nej                   |
| NHL 09                                                    | EA Canada                                                              | 9 september 2008             | Nej                   |
| NHL 10                                                    | EA Canada                                                              | 15 september 2009            | Nej                   |
| NHL 11                                                    | EA Canada                                                              | Ej utgiven                   | Nej                   |
| NHL 12                                                    | EA Canada                                                              | Ej utgiven                   | Nej                   |
| NHL 13                                                    | EA Canada                                                              | unknown                      | Nej                   |
| NHL 2K7                                                   | Visual Concepts / Kush Games                                           | 13 november 2006             | Nej                   |
| NHL 2K8                                                   | Visual Concepts / Kush Games                                           | 10 september 2007            | Nej                   |
| NHL 2K9                                                   | Visual Concepts                                                        | 8 september 2008             | Nej                   |
| NHL 2K10                                                  | Visual Concepts                                                        | 15 september 2009            | Nej                   |
| Ni no Kuni                                                | Level-5, Studio Ghibli                                                 | 17 november 2011             | Nej                   |
| Ni-Oh                                                     | Koei                                                                   | Ej utgiven                   | Ja                    |
| Nier                                                      | Cavia                                                                  | 22 april 2010                | Nej                   |
| Ninja Gaiden Sigma                                        | Team Ninja                                                             | 14 juni 2007                 | Ja                    |
| Ninja Gaiden Sigma 2                                      | Team Ninja                                                             | 1 oktober 2009               | Ja                    |
| Ninja Gaiden 3                                            | Team Ninja                                                             | 22 mars 2012                 | Nej                   |
| Ninja Gaiden 3: Razor's Edge                              | Team Ninja                                                             | Ej utgiven                   | Nej                   |
| No More Heroes: Heroes' Paradise                          | feelplus / Grasshopper Manufacture                                     | 15 april 2010                | Nej                   |
| NPPL Championship Paintball 2009                          | Sand Grain Studios                                                     | 18 november 2008             | Nej                   |
| One Piece: Pirate Warriors                                | Tecmo Koei, Omega Force                                                | 1 mars 2012                  | Ja                    |
| Operation Flashpoint: Dragon Rising                       | Codemasters                                                            | 6 oktober 2009               | Nej                   |
| Operation Flashpoint: Red River                           | Codemasters                                                            | 21 april 2011                | Nej                   |
| Order Up!                                                 | SuperVillain Studios                                                   | 9 december 2011              | Nej                   |
| The Orange Box                                            | EA UK / Valve Corporation                                              | 11 december 2007             | Nej                   |
| The Outsider                                              | Frontier Developments                                                  | Ej utgiven                   | Nej                   |
| Overlord: Raising Hell                                    | 4J Studios / Triumph Studios                                           | 20 juni 2008                 | Nej                   |
| Overlord II                                               | Triumph Studios                                                        | 23 juni 2009                 | Nej                   |
| Pain                                                      | Idol Minds                                                             | (Endast nedladdning)         | Ja                    |
| Papo & Yo                                                 | Minority                                                               | 2012                         |                       |
| Persona 4: Arena                                          | Arc System Works                                                       | 26 juli 2012                 | Nej                   |
| Persona 4: The Ultimax Ultra Suplex Hold                  | Arc System Works                                                       | Ej utgiven                   |                       |
| Persona 5                                                 | Atlus                                                                  | Ej utgiven                   | Ja                    |
| PES 2008: Pro Evolution Soccer                            | Konami                                                                 | 26 oktober 2007              | Nej                   |
| PES 2009: Pro Evolution Soccer                            | Konami                                                                 | 17 oktober 2008              | Nej                   |
| PES 2010: Pro Evolution Soccer                            | Konami                                                                 | 23 oktober 2009              | Nej                   |
| PES 2011: Pro Evolution Soccer                            | Konami                                                                 | 8 oktober 2010               | Nej                   |
| PES 2012: Pro Evolution Soccer                            | Konami                                                                 | 27 september 2011            | Nej                   |
| Phineas and Ferb: Across the 2nd Dimension                | High Impact Games                                                      | 2 augusti 2011               | Nej                   |
| Pinball Hall of Fame: The Williams Collection             | FarSight Studios                                                       | 22 september 2009            | Nej                   |
| Pirates of the Caribbean: At World's End                  | Eurocom                                                                | 22 maj 2007                  | Nej                   |
| Planet 51                                                 | Pyro Studios                                                           | 6 november 2009              | Nej                   |
| PlayStation All-Stars Battle Royale                       | SuperBot Entertainment / SCE Santa Monica Studio / Bluepoint Games     | 20 november 2012             | Nej                   |
| Portal 2                                                  | Valve Corporation                                                      | 19 april 2011                | Nej                   |
| Possession                                                | Blitz Games / Volatile Games                                           | Ej utgiven                   | Nej                   |
| Postal III                                                | Running With Scissors / Akella                                         | Ej utgiven                   | Nej                   |
| Primal Carnage                                            | Lukewarm Media                                                         | Ej utgiven                   | Nej                   |
| Prince of Persia                                          | Ubisoft Montreal                                                       | 2 december 2008              | Nej                   |
| Prince of Persia: The Forgotten Sands                     | Ubisoft Montreal                                                       | 18 maj 2010                  | Nej                   |
| Prince of Persia Trilogy                                  | Ubisoft Montreal                                                       | 19 november 2010             | Ja                    |
| Prison Break: The Conspiracy                              | ZootFly                                                                | 26 mars 2010                 | Nej                   |
| Professional Baseball Spirits 4                           | Konami                                                                 | 1 maj 2007                   | Nej                   |
| Professional Baseball Spirits 5                           | Konami                                                                 | 1 maj 2008                   | Nej                   |
| Professional Baseball Spirits 6                           | Konami                                                                 | 16 juli 2009                 | Nej                   |
| Professional Baseball Spirits 2010                        | Konami                                                                 | 1 april 2010                 | Nej                   |
| Prototype                                                 | Radical Entertainment                                                  | 9 juni 2009                  | Nej                   |
| Prototype 2                                               | Radical Entertainment                                                  | 24 april 2012                | Nej                   |
| Puppeteer                                                 | SCE Japan Studio                                                       | 5 september 2013             | Ja                    |
| Pure                                                      | Black Rock Studios                                                     | 16 september 2008            | Nej                   |
| Pure Football                                             | Ubisoft Vancouver                                                      | 27 maj 2010                  | Nej                   |
| Puss in Boots                                             | Blitz Games                                                            | 25 oktober 2011              | Nej                   |
| Quantum of Solace                                         | Treyarch                                                               | 31 oktober 2008              | Nej                   |
| Quantum Theory                                            | Team Tachyon                                                           | 24 september 2010            | Nej                   |
| R.U.S.E.                                                  | Eugen Systems                                                          | 21 oktober 2010              | Nej                   |
| Ra.One: The Game                                          | Trine Games                                                            |                              | Ja                    |
| Race Driver: GRID                                         | Codemasters                                                            | 30 maj 2008                  | Nej                   |
| Rage                                                      | id Software                                                            | 4 oktober 2011               | Nej                   |
| Railfan: Chicago Transit Authority Brown Line             | Ongakukan / Taito                                                      | 21 december 2006             | Ja                    |
| Railfan: Taiwan High Speed Rail                           | Ongakukan / Actainment                                                 | 12 juli 2007                 | Ja                    |
| Rain in Rio                                               | Red Dingo Games                                                        | Ej utgiven                   | Ja                    |
| Rapala Fishing Frenzy 2009                                | FUN Labs                                                               | 2 september 2008             | Nej                   |
| Ratatouille                                               | Heavy Iron Studios                                                     | 28 september 2007            | Nej                   |
| Ratchet & Clank: All 4 One                                | Insomniac Games                                                        | 20 oktober 2011              | Ja                    |
| Ratchet & Clank Future: A Crack in Time                   | Insomniac Games                                                        | 27 oktober 2009              | Ja                    |
| Ratchet & Clank Future: Tools of Destruction              | Insomniac Games                                                        | 23 oktober 2007              | Ja                    |
| Ratchet & Clank Future: Quest for Booty                   | Insomniac Games                                                        | (Endast nedladdning)         | Ja                    |
| Recoil: Retrograd                                         | ZeitGuyz                                                               | Ej utgiven                   | Nej                   |
| Record of Agarest War                                     | Idea Factory                                                           | 27 september 2007            | Nej                   |
| Record of Agarest War Zero                                | Compile Heart                                                          | 25 juni 2009                 | Nej                   |
| Red Dead Redemption                                       | Rockstar San Diego                                                     | 18 maj 2010                  | Nej                   |
| Red Faction: Armageddon                                   | Volition, Inc.                                                         | 9 juni 2011                  | Nej                   |
| Red Faction: Guerrilla                                    | Volition, Inc.                                                         | 2 juni 2009                  | Nej                   |
| Red Seeds Profile                                         | Access Games                                                           | 11 mars 2010                 | Nej                   |
| Remember Me                                               | Dontnod Entertainment                                                  | 4 juni 2013                  | Nej                   |
| Resident Evil 5                                           | Capcom                                                                 | 5 mars 2009                  | Nej                   |
| Resident Evil 6                                           | Capcom                                                                 | 20 november 2012             | Nej                   |
| Resident Evil: Operation Raccoon City                     | Slant Six Games / Capcom                                               | 20 mars 2012                 | Nej                   |
| Resident Evil: Revelations                                | Capcom                                                                 | 23 maj 2013                  | Nej                   |
| Resistance: Fall of Man                                   | Insomniac Games                                                        | 11 november 2006             | Ja                    |
| Resistance 2                                              | Insomniac Games                                                        | 4 november 2008              | Ja                    |
| Resistance 3                                              | Insomniac Games                                                        | 8 september 2011             | Ja                    |
| Resonance of Fate                                         | tri-Ace                                                                | 28 januari 2010              | Nej                   |
| Ride to Hell                                              | Deep Silver                                                            | Ej utgiven                   | Nej                   |
| Ridge Racer 7                                             | Namco Bandai                                                           | 11 november 2006             | Ja                    |
| Ridge Racer Unbounded                                     | Bugbear Entertainment                                                  | 27 mars 2012                 | Nej                   |
| Rio                                                       | THQ                                                                    | Ej utgiven                   | Nej                   |
| Rise of the Argonauts                                     | Liquid Entertainment                                                   | 16 december 2008             | Nej                   |
| Robotics;Notes                                            | 5pb. / Nitroplus                                                       | 2012                         | Nej                   |
| Rock Band                                                 | Harmonix Music Systems                                                 | 20 november 2007             | Nej                   |
| Rock Band 2                                               | Harmonix Music Systems                                                 | 19 oktober 2008              | Nej                   |
| Rock Band 3                                               | Harmonix Music Systems                                                 | 26 oktober 2010              | Nej                   |
| Rock Band: Japan                                          | Harmonix Music Systems / Q Entertainment                               | Ej utgiven                   | Nej                   |
| Rock Band Classic Rock Track Pack                         | Harmonix Music Systems                                                 | 19 maj 2009                  | Nej                   |
| Rock Band Country Track Pack                              | Harmonix Music Systems                                                 | 21 juli 2009                 | Nej                   |
| Rock Band Country Track Pack 2                            | Harmonix Music Systems                                                 | Ej utgiven                   | Nej                   |
| Rock Band Metal Track Pack                                | Harmonix Music Systems                                                 | 22 september 2009            | Nej                   |
| Rock Band Track Pack Volume 2                             | Harmonix Music Systems                                                 | 18 november 2008             | Nej                   |
| Rock Revolution                                           | Zoë Mode                                                               | 15 oktober 2008              | Nej                   |
| Rocksmith                                                 | Ubisoft Montreal                                                       | 18 oktober 2011              | Nej                   |
| Rogue Warrior                                             | Zombie Studios / Rebellion Developments                                | 27 november 2009             | Nej                   |
| Rune Factory: Tides of Destiny                            | Neverland Co.                                                          | 24 februari 2011             | Nej                   |
| Ryū ga Gotoku Kenzan!                                     | Amusement Vision                                                       | 6 mars 2008                  | Ja                    |
| The Saboteur                                              | Pandemic Studios                                                       | 4 december 2009              | Nej                   |
| Sacred 2: Fallen Angel                                    | Ascaron Entertainment                                                  | 12 maj 2009                  | Nej                   |
| Saints Row 2                                              | Volition, Inc.                                                         | 14 oktober 2008              | Nej                   |
| Saints Row: The Third                                     | Volition, Inc.                                                         | 17 november 2011             | Nej                   |
| Saints Row IV                                             | Volition, Inc.                                                         | 20 augusti 2013              | Nej                   |
| Saw                                                       | Zombie Studios                                                         | 6 oktober 2009               | Nej                   |
| Saw II                                                    | Zombie Studios                                                         | Ej utgiven                   | Nej                   |
| SBK-08: Superbike World Championship                      | Milestone                                                              | 26 september 2008            | Nej                   |
| SBK-09: Superbike World Championship                      | Milestone                                                              | 29 maj 2009                  | Nej                   |
| Scene It? Bright Lights! Big Screen!                      | Artificial Mind and Movement                                           | 17 november 2009             | Nej                   |
| Scivelation                                               | TopWare Interactive                                                    | 2012                         | Nej                   |
| SCORE International Baja 1000                             | Left Field Productions                                                 | 28 oktober 2008              | Nej                   |
| Scratch: The Ultimate DJ                                  | 7 Studios / Commotion Interactive / Bedlam Games                       | Ej utgiven                   | Nej                   |
| Sega Golf Club                                            | Sega                                                                   | 11 november 2006             | Ja                    |
| Sega Rally Revo                                           | Sega Racing Studio                                                     | 28 september 2007            | Nej                   |
| Sega Superstars Tennis                                    | Sumo Digital                                                           | 17 mars 2008                 | Nej                   |
| Sengoku Basara 3                                          | Capcom                                                                 | 29 juli 2010                 | Nej                   |
| Shadows of the Damned                                     | Grasshopper Manufacture                                                | 21 juni 2011                 | Nej                   |
| Shaun White Snowboarding                                  | Ubisoft Montreal                                                       | 14 november 2008             | Nej                   |
| Shellshock 2: Blood Trails                                | Rebellion Developments                                                 | 13 februari 2009             | Nej                   |
| Shift 2: Unleashed                                        | Slightly Mad Studios                                                   | 29 mars 2011                 | Nej                   |
| Shrapnel                                                  | Zombie Studios                                                         | Ej utgiven                   | Nej                   |
| Shrek Forever After                                       | XPEC                                                                   | Ej utgiven                   | Nej                   |
| Silent Hill: Downpour                                     | Vatra Games                                                            | 13 mars 2012                 | Nej                   |
| Silent Hill HD Collection                                 | Hijinx Studios                                                         | 16 mars 2012                 | Nej                   |
| Silent Hill Homecoming                                    | Double Helix Games / Konami Digital Entertainment                      | 30 september 2008            | Nej                   |
| The Simpsons Game                                         | EA Redwood Shores                                                      | 30 oktober 2007              | Nej                   |
| The Sims 3                                                | The Sims Studio / Edge of Reality                                      | 26 oktober 2010              | Nej                   |
| The Sims 3: Pets                                          | The Sims Studio                                                        | 18 oktober 2011              | Nej                   |
| SingStar                                                  | SCE London Studio                                                      | 7 december 2007              | Ja                    |
| Singstar Abba                                             | SCE London Studio                                                      | 14 november 2008             | Nej                   |
| SingStar Latino                                           | SCE London Studio                                                      | 18 november 2009             | Nej                   |
| SingStar Motown                                           | SCE London Studio                                                      | 18 september 2009            | Nej                   |
| SingStar Pop Edition                                      | SCE London Studio                                                      | 24 april 2009                | Nej                   |
| SingStar Queen                                            | SCE London Studio                                                      | 20 mars 2009                 | Nej                   |
| SingStar Take That                                        | SCE London Studio                                                      | 23 oktober 2009              | Nej                   |
| SingStar Vol. 2                                           | SCE London Studio                                                      | 20 juni 2008                 | Ja                    |
| SingStar Vol. 3: Party Edition                            | SCE London Studio                                                      | 14 november 2008             | Ja                    |
| Singularity                                               | Raven Software                                                         | Ej utgiven                   | Nej                   |
| Siren: Blood Curse                                        | SCE Japan Studio                                                       | 13 juli 2008                 | Ja                    |
| Six Days in Fallujah                                      | Atomic Games                                                           | Ej utgiven                   | Nej                   |
| Skate                                                     | EA Black Box                                                           | 24 september 2007            | Nej                   |
| Skate 2                                                   | EA Black Box                                                           | 21 januari 2009              | Nej                   |
| Skate 3                                                   | EA Black Box                                                           | 11 maj 2010                  | Nej                   |
| Ski-Doo: Snowmobile Challenge                             | ColdWood Interactive                                                   |                              | Nej                   |
| Skylanders: Spyro's Adventure                             | Toys for Bob                                                           | 14 oktober 2011              | Nej                   |
| Skylanders: Giants                                        | Toys for Bob                                                           | 2013                         | Nej                   |
| Skylanders: Swap Force                                    | Vicarious Visions                                                      | 13 oktober 2013              | Nej                   |
| The Sly Collection                                        | Sucker Punch Productions / Sanzaru Games                               | 9 november 2010              | Ja                    |
| Sly Cooper: Thieves in Time                               | Sanzaru Games / Sony Computer Entertainment                            | 5 februari 2013              | Ja                    |
| Sniper: Ghost Warrior                                     | City Interactive                                                       | 28 april 2011                | Nej                   |
| Sniper: Ghost Warrior 2                                   | City Interactive                                                       | 2012                         | Nej                   |
| SOCOM 4: U.S. Navy SEALs                                  | Zipper Interactive                                                     | 19 april 2011                | Ja                    |
| SOCOM: U.S. Navy SEALs Confrontation                      | Slant Six Games                                                        | 30 oktober 2008              | Ja                    |
| Soldier of Fortune: Payback                               | Cauldron HQ                                                            | 19 november 2007             | Nej                   |
| Sonic Generations                                         | Sonic Team                                                             | 1 november 2011              | Nej                   |
| Sonic & Sega All-Stars Racing                             | Sumo Digital                                                           | 23 februari 2010             | Nej                   |
| Sonic the Hedgehog                                        | Sonic Team                                                             | 21 december 2006             | Nej                   |
| Sonic's Ultimate Genesis Collection                       | Backbone Entertainment                                                 | 10 februari 2009             | Nej                   |
| Sonic Unleashed                                           | Sonic Team                                                             | 18 november 2008             | Nej                   |
| Soulcalibur IV                                            | Project Soul                                                           | 31 juli 2008                 | Nej                   |
| Soulcalibur V                                             | Project Soul                                                           | 2 februari 2012              | Nej                   |
| South Park: The Stick of Truth                            | Obsidian Entertainment / South Park Digital Studios                    | 4 mars 2014                  | Nej                   |
| Spec Ops: The Line                                        | Yager Development                                                      | 26 juni 2012                 | Nej                   |
| Spider-Man 3                                              | Treyarch                                                               | 4 maj 2007                   | Nej                   |
| Spider-Man: Edge of Time                                  | Beenox                                                                 | 4 oktober 2011               | Nej                   |
| Spider-Man: Shattered Dimensions                          | Beenox                                                                 | Ej utgiven                   | Nej                   |
| Spider-Man: Web of Shadows                                | Treyarch / Shaba Games                                                 | 21 oktober 2008              | Nej                   |
| Splatterhouse                                             | BottleRocket Entertainment / Namco Bandai Games                        | 23 november 2010             | Nej                   |
| Split/Second: Velocity                                    | Black Rock Studio                                                      | 18 maj 2010                  | Nej                   |
| SSX                                                       | Electronic Arts                                                        | 28 februari 2012             | Nej                   |
| Star Ocean: The Last Hope International                   | tri-Ace                                                                | 4 februari 2010              | Nej                   |
| Star Wars: The Clone Wars – Republic Heroes               | Krome Studios                                                          | Ej utgiven                   | Nej                   |
| Star Wars: The Force Unleashed                            | Lucasarts                                                              | 16 september 2008            | Nej                   |
| Star Wars: The Force Unleashed II                         | Lucasarts                                                              | 26 oktober 2010              | Nej                   |
| Starhawk                                                  | LightBox Interactive                                                   | 11 juli 2012                 | Ja                    |
| Stormrise                                                 | The Creative Assembly                                                  | 24 mars 2009                 | Nej                   |
| Street Fighter IV                                         | Capcom / Dimps                                                         | 12 februari 2009             | Nej                   |
| Street Fighter X Tekken                                   | Capcom / Namco                                                         | 8 mars 2012                  | Nej                   |
| Strength of the Sword                                     | Ivent Studios                                                          | Ej utgiven                   |                       |
| Stuntman: Ignition                                        | Paradigm Entertainment                                                 | 17 september 2007            | Nej                   |
| Super Street Fighter IV                                   | Capcom / Dimps                                                         | 28 april 2010                | Nej                   |
| SuperCar Challenge                                        | Eutechnyx                                                              | 4 september 2009             | Ja                    |
| Superstars V8 Racing                                      | Milestone                                                              | 26 juni 2009                 | Nej                   |
| Supremacy MMA                                             | Kung Fu Factory                                                        | 20 september 2011            | Nej                   |
| Surf's Up                                                 | Ubisoft Montreal                                                       | 29 maj 2007                  | Nej                   |
| Syndicate                                                 | Starbreeze Studios                                                     | 21 februari 2012             | Nej                   |
| Tales of Graces ƒ                                         | Namco Tales Studio                                                     | 2 december 2010              | Nej                   |
| Tales of Symphonia Unisonant Pack                         | Namco Bandai Games                                                     | 20 oktober 2013              | Ja                    |
| Tales of Vesperia                                         | Namco Tales Studio                                                     | 17 september 2009            | Nej                   |
| Tales of Xillia                                           | Namco Tales Studio                                                     | 8 september 2011             | Ja                    |
| Tales of Xillia 2                                         | Namco Bandai Games                                                     | 1 november 2012              | Ja                    |
| Tales of Zestiria                                         | Namco Bandai Games                                                     | Ej utgiven                   | Ja                    |
| Tears to Tiara: Earth's Wreath                            | Aquaplus / Leaf                                                        | 17 juli 2008                 |                       |
| Tears to Tiara Side Story: Mystery of Avalon              | Aquaplus                                                               | 17 september 2009            | Ja                    |
| Tekken 6                                                  | Namco Bandai                                                           | 29 oktober 2009              | Nej                   |
| Tekken Hybrid                                             | Namco                                                                  | 2011                         | Ja                    |
| Tekken Tag Tournament 2                                   | Namco                                                                  | 2012                         | Nej                   |
| Tekken X Street Fighter                                   | Namco / Capcom                                                         | 2014                         | Nej                   |
| Terminator Salvation                                      | Grin / Halcyon Games                                                   | 19 maj 2009                  | Nej                   |
| Test Drive Unlimited 2                                    | Eden Games                                                             | 8 februari 2011              | Nej                   |
| The Bigs                                                  | Blue Castle Games                                                      | 25 juni 2007                 | Nej                   |
| The Bigs 2                                                | Blue Castle Games                                                      | 7 juli 2009                  | Nej                   |
| The Bourne Conspiracy                                     | High Moon Studios                                                      | 3 juni 2008                  | Nej                   |
| The Chronicles of Narnia: Prince Caspian                  | Traveller's Tales                                                      | 15 maj 2008                  | Nej                   |
| The Chronicles of Riddick: Assault on Dark Athena         | Starbreeze Studios / Tigon Studios                                     | 7 april 2009                 | Nej                   |
| The Club                                                  | Bizarre Creations                                                      | 8 februari 2008              | Nej                   |
| The Cursed Crusade                                        | Kylotonn Entertainment                                                 | 11 oktober 2011              | Nej                   |
| The Darkness                                              | Starbreeze Studios                                                     | 25 juni 2007                 | Nej                   |
| The Darkness II                                           | Digital Extremes                                                       | 7 februari 2012              | Nej                   |
| The Idolmaster 2                                          | Namco                                                                  | 27 oktober 2011              | Nej                   |
| The Idolmaster One For All                                | Bandai Namco Games                                                     | 15 maj 2014                  | Ja                    |
| The Lego Movie Videogame                                  | TT Games                                                               | 7 februari 2014              | Nej                   |
| They                                                      | Metropolis Software                                                    | Ej utgiven                   | Nej                   |
| Thief                                                     | Eidos Montréal                                                         | 25 februari 2014             | Nej                   |
| This is Vegas                                             | Surreal Software                                                       | Ej utgiven                   | Nej                   |
| Thor: God of Thunder                                      | Liquid Entertainment                                                   | 30 april 2011                | Nej                   |
| Tiger Woods PGA Tour 07                                   | EA Redwood Shores                                                      | 17 november 2006             | Nej                   |
| Tiger Woods PGA Tour 08                                   | EA Tiburon                                                             | 28 augusti 2007              | Nej                   |
| Tiger Woods PGA Tour 09                                   | EA Tiburon                                                             | 26 augusti 2008              | Nej                   |
| Tiger Woods PGA Tour 10                                   | EA Tiburon                                                             | 8 juni 2009                  | Nej                   |
| Tiger Woods PGA Tour 11                                   | EA Tiburon                                                             | 8 juni 2010                  | Nej                   |
| Tiger Woods PGA Tour 12: The Masters                      | EA Tiburon                                                             | 29 mars 2011                 | Nej                   |
| Time Crisis 4                                             | Nex Entertainment                                                      | 20 december 2007             | Ja                    |
| TimeO                                                     | ZootFly                                                                | Ej utgiven                   | Nej                   |
| TimeShift                                                 | Saber Interactive                                                      | 19 november 2007             | Nej                   |
| TNA Impact!                                               | Midway Studios – Los Angeles                                           | 9 september 2008             | Nej                   |
| To End All Wars                                           | Kuju Entertainment                                                     | Ej utgiven                   | Nej                   |
| Tokyo Jungle                                              | PlayStation C.A.M.P. / Crispy's                                        | 7 juni 2012                  | Ja                    |
| Tom Clancy's EndWar                                       | Ubisoft Shanghai                                                       | 4 november 2008              | Nej                   |
| Tom Clancy's Ghost Recon Advanced Warfighter 2            | Red Storm Entertainment                                                | 24 augusti 2007              | Nej                   |
| Tom Clancy's Ghost Recon: Future Soldier                  | Ubisoft Paris                                                          | 22 maj 2012                  | Nej                   |
| Tom Clancy's H.A.W.X                                      | Ubisoft Romania                                                        | 28 maj 2009                  | Nej                   |
| Tom Clancy's H.A.W.X 2                                    | Ubisoft Romania                                                        | 7 september 2010             | Nej                   |
| Tom Clancy's Rainbow Six: Vegas                           | Ubisoft Montreal                                                       | 26 juni 2007                 | Nej                   |
| Tom Clancy's Rainbow Six: Vegas 2                         | Ubisoft Montreal                                                       | 18 mars 2008                 | Nej                   |
| Tom Clancy's Splinter Cell: Blacklist                     | Ubisoft                                                                | 20 augusti 2013              | Nej                   |
| Tom Clancy's Splinter Cell Classic Trilogy HD             | Ubisoft Montreal                                                       | 16 september 2011            | Ja                    |
| Tom Clancy's Splinter Cell: Double Agent                  | Ubisoft Shanghai                                                       | 27 mars 2007                 | Nej                   |
| Tomb Raider                                               | Crystal Dynamics                                                       | 5 mars 2013                  | Nej                   |
| The Tomb Raider Trilogy                                   | Crystal Dynamics                                                       | 22 mars 2011                 | Ja                    |
| Tomb Raider: Underworld                                   | Crystal Dynamics                                                       | 18 november 2008             | Nej                   |
| Tony Hawk's Project 8                                     | Neversoft                                                              | 17 november 2006             | Nej                   |
| Tony Hawk's Proving Ground                                | Neversoft                                                              | 15 oktober 2007              | Nej                   |
| Tony Hawk: Ride                                           | Robomodo                                                               | 17 november 2009             | Nej                   |
| Tony Hawk: Shred                                          | Robomodo                                                               | 17 november 2010             | Nej                   |
| Top Gun: Hard Lock                                        | Headstrong Games                                                       | 6 mars 2012                  | Nej                   |
| Top Spin 3                                                | PAM Development                                                        | 20 juni 2008                 | Nej                   |
| Top Spin 4                                                | 2K Czech                                                               | 15 mars 2011                 | Nej                   |
| Tornado Outbreak                                          | Loose Cannon Studios                                                   | 29 september 2009            | Nej                   |
| Toro to Morimori                                          | SCEI                                                                   | 23 juli 2009                 | Ja                    |
| Toy Story 3: The Video Game                               | Avalanche Software                                                     | 15 juni 2010                 | Nej                   |
| Transformers: Dark of the Moon                            | High Moon Studios                                                      | 14 juni 2011                 | Nej                   |
| Transformers: The Game                                    | Traveller's Tales                                                      | 26 juni 2007                 | Nej                   |
| Transformers: Revenge of the Fallen                       | Luxoflux                                                               | 23 juni 2009                 | Nej                   |
| Transformers: War for Cybertron                           | High Moon Studios                                                      | 22 juni 2010                 | Nej                   |
| Trinity Universe                                          | Nippon Ichi Software / Gust Corporation                                | 1 oktober 2009               | Ja                    |
| Trinity: Souls of Zill O’ll                               | Koei                                                                   | 25 november 2010             | Ja                    |
| Trivial Pursuit                                           | EA Bright Light                                                        | 10 mars 2009                 | Nej                   |
| Tron: Evolution                                           | Propaganda Games                                                       | 7 december 2010              | Nej                   |
| Turning Point: Fall of Liberty                            | Spark Unlimited                                                        | 26 februari 2008             | Nej                   |
| Turok                                                     | Propaganda Games                                                       | 5 februari 2008              | Nej                   |
| Twisted Metal                                             | Eat Sleep Play                                                         | 14 februari 2012             | Ja                    |
| Two Worlds II                                             | Reality Pump Studios                                                   | 17 februari 2011             | Nej                   |
| UEFA Euro 2008                                            | EA Canada                                                              | 18 april 2008                | Nej                   |
| UFC 2009 Undisputed                                       | Yuke's                                                                 | 19 maj 2009                  | Nej                   |
| UFC Undisputed 2010                                       | Yuke's                                                                 | 25 maj 2010                  | Nej                   |
| UFC Undisputed 3                                          | Yuke's                                                                 | 14 februari 2012             | Nej                   |
| Uncharted: Drake's Fortune                                | Naughty Dog                                                            | 6 december 2007              | Ja                    |
| Uncharted 2: Among Thieves                                | Naughty Dog                                                            | 15 oktober 2009              | Ja                    |
| Uncharted 3: Drake's Deception                            | Naughty Dog                                                            | 28 oktober 2011              | Ja                    |
| Uncharted Waters Online                                   | Koei                                                                   | 28 april 2009                |                       |
| Unreal Tournament 3                                       | Epic Games                                                             | 11 december 2007             | Nej                   |
| Untold Legends: Dark Kingdom                              | Sony Online Entertainment                                              | 22 februari 2007             | Ja                    |
| Up                                                        | Heavy Iron Studios                                                     | 26 maj 2009                  | Nej                   |
| Urban Mysteries                                           | ZeitGuyz                                                               | Ej utgiven                   | Nej                   |
| Valkyria Chronicles                                       | Sega WOW                                                               | 24 april 2008                | Ja                    |
| Vampire Rain: Altered Species                             | Artoon                                                                 | 21 augusti 2008              | Nej                   |
| Vancouver 2010                                            | Eurocom                                                                | 12 januari 2010              | Nej                   |
| Vanquish                                                  | Platinum Games                                                         | 21 oktober 2010              | Nej                   |
| Viking: Battle for Asgard                                 | The Creative Assembly                                                  | 25 mars 2008                 | Nej                   |
| Virtua Fighter 5                                          | Sega-AM2                                                               | 8 februari 2007              | Nej                   |
| Virtua Tennis 3                                           | Sega-AM3                                                               | 8 mars 2007                  | Nej                   |
| Virtua Tennis 4                                           | Sega-AM3                                                               | 29 april 2011                | Nej                   |
| Virtua Tennis 2009                                        | Sumo Digital                                                           | 28 maj 2009                  | Nej                   |
| Voltage                                                   | IBA                                                                    | Ej utgiven                   | Nej                   |
| WALL-E                                                    | Heavy Iron Studios                                                     | 24 juni 2008                 | Nej                   |
| The Wall                                                  | World Forge / Burut CT                                                 | Ej utgiven                   | Nej                   |
| Wangan Midnight                                           | Genki                                                                  | 26 juli 2007                 | Ja                    |
| Wanted: Weapons of Fate                                   | Grin                                                                   | 24 mars 2009                 | Nej                   |
| Warhammer 40,000: Space Marine                            | Relic Entertainment                                                    | 6 september 2011             | Nej                   |
| Warhawk                                                   | Incognito Entertainment / SCE Santa Monica Studio                      | 28 augusti 2007              | Ja                    |
| Warriors: Legends of Troy                                 | Koei Canada                                                            | 8 mars 2011                  | Nej                   |
| Warriors Orochi Z                                         | Omega Force                                                            | 12 mars 2009                 |                       |
| Watchmen: The End Is Nigh                                 | Deadline Games                                                         | 21 juli 2009                 | Nej                   |
| Way of the Samurai 3                                      | Acquire                                                                | 13 november 2008             | Nej                   |
| WET                                                       | Artificial Mind and Movement                                           | 15 september 2009            | Nej                   |
| Wheelman                                                  | Midway Studios – Newcastle / Tigon Studios                             | 24 mars 2009                 | Nej                   |
| Where the Wild Things Are                                 | Griptonite Games                                                       | 13 oktober 2009              | Nej                   |
| White Album                                               | Aquaplus                                                               | 24 juni 2010                 |                       |
| White Knight Chronicles                                   | Level-5 / SCE Japan Studio                                             | 25 december 2008             | Ja                    |
| White Knight Chronicles II                                | Level-5 / SCE Japan Studio                                             | 8 juli 2010                  | Ja                    |
| Winning Post 7 Maximum 2007                               | Koei                                                                   | 29 mars 2007                 | Ja                    |
| Winning Post 7 Maximum 2008                               | Koei                                                                   | 13 mars 2008                 | Nej                   |
| Winning Post World                                        | Koei                                                                   | 2 april 2009                 | Nej                   |
| Wipeout HD                                                | SCE Studio Liverpool                                                   | (Endast nedladdning)         | Ja                    |
| The Witch and the Hundred Knight                          | Nippon Ichi Software                                                   | 25 juli 2013                 | Ja                    |
| Wolfenstein                                               | Raven Software / id Software                                           | 18 augusti 2009              | Nej                   |
| World of Outlaws: Sprint Cars                             | Big Ant Studios                                                        | 17 juni 2010                 | Nej                   |
| World Series of Poker 2008: Battle for the Bracelets      | Left Field Productions                                                 | 25 september 2007            | Nej                   |
| World Snooker Championship 2007                           | Blade Interactive                                                      | 23 mars 2007                 | Nej                   |
| WRC: FIA World Rally Championship                         | Milestone S.r.l.                                                       | 8 oktober 2010               | Nej                   |
| WSC Real 08: World Snooker Championship                   | Blade Interactive                                                      | 10 juli 2008                 | Nej                   |
| WSC Real 09: World Snooker Championship                   | Blade Interactive                                                      | 3 april 2009                 | Nej                   |
| WWE '12                                                   | THQ                                                                    | 22 november 2011             | Nej                   |
| WWE All Stars                                             | THQ San Diego                                                          | 29 mars 2011                 | Nej                   |
| WWE Legends of WrestleMania                               | Yuke's                                                                 | 19 mars 2009                 | Nej                   |
| WWE SmackDown vs. Raw 2008                                | Yuke's                                                                 | 13 november 2007             | Nej                   |
| WWE SmackDown vs. Raw 2009                                | Yuke's                                                                 | 7 november 2008              | Nej                   |
| WWE SmackDown vs. Raw 2010                                | Yuke's                                                                 | 20 oktober 2009              | Nej                   |
| WWE SmackDown vs. Raw 2011                                | Yuke's                                                                 | 26 oktober 2010              | Nej                   |
| X-Blades                                                  | Gaijin Entertainment                                                   | 10 februari 2009             | Nej                   |
| X-Men Origins: Wolverine                                  | Raven Software                                                         | 1 maj 2009                   | Nej                   |
| Yakuza 3                                                  | Team CS1                                                               | 26 februari 2009             | Ja                    |
| Yakuza 4                                                  | CS1 Team                                                               | 18 mars 2010                 | Ja                    |
| Yakuza: Dead Souls                                        | Sega                                                                   | 9 juni 2011                  | Ja                    |
| Yamasa Digi World DX                                      | Yamasa Entertainment                                                   | 31 december 2006 (           |                       |
| You Don't Know Jack                                       | Jellyvision Games                                                      |                              | Nej                   |
| Zone of the Enders: HD Collection                         | Kojima Productions                                                     | Ej utgiven                   | Nej                   |
| Zack Zero                                                 | Crocodile Entertainment                                                |                              | Nej                   |

## Nedlagda PS3-spel
| Speltitel                           | Utvecklare                    | Exklusivt till konsol | Trophies |
| ----------------------------------- | ----------------------------- | --------------------- | -------- |
| 100 Bullets                         | Nedlagt                       | Nej                   | Ja       |
| Arcania: Gothic 4                   | Spellbound Entertainment      | Nej                   | Ja       |
| Eight Days                          | SCE London Studio             | Ja                    | Ja       |
| Eyedentify                          | SCE London Studio             | Ja                    | Ja       |
| The Getaway 3                       | Team Soho / SCE London Studio | Ja                    | Ja       |
| Grand Slam Tennis                   | EA Canada                     | Nej                   | Ja       |
| John Carpenter's Psychopath         | Titan Productions             | Nej                   | Ja       |
| The Last Guardian                   | Team Ico                      | Ja                    | Ja       |
| The Last Remnant                    | Square Enix                   | Nej                   | Nej      |
| Metro 2033                          | 4A Games                      | Nej                   | Ja       |
| Mr. T: The Videogame                | ZootFly                       | Nej                   | Ja       |
| NBA Elite 11                        | EA Canada                     | Nej                   | Ja       |
| Prey 2                              | Human Head Studios            | Nej                   | Ja       |
| S.T.A.L.K.E.R. 2                    | GSC Game World                | Nej                   | Ja       |
| Severity                            | Escalation Studios            | Nej                   | Ja       |
| Steambot Chronicles 2               | Irem                          | Ja                    | Ja       |
| Guillermo Del Toro's Sundown        | Terminal Reality              | Nej                   | Ja       |
| TimeSplitters 4                     | Crytek UK                     | Nej                   | Ja       |
| The Witcher: Rise of the White Wolf | CD Projekt RED                | Nej                   | Ja       |